# Молярний об'єм
Молярний об'єм — об'єм, що його займає 1 моль речовини.
Vν = V / n,
де V — об'єм речовини, n — кількість речовини (стара позначка — ν, укр. ню)
Молярний об'єм ідеального газу (за нормальних умов (273,15 К, 101325 Па):
Vm = 22,41383(70)·10−3 м3/моль.
Молярний об'єм газів залежить від тиску й температури. Зв'язок між цими величинами задається рівнянням стану.
У системі SI молярний об'єм виражається в метрах кубічних на моль (м3/моль). У практичному використанні зручнішими одиницями є дециметри кубічні (літри) на моль (дм3/моль) для газів та сантиметри кубічні на моль для рідин та твердих тіл (см3/моль).